# Вікторівка (Червенський район)
Вікторівка (біл. вёска Віктараўка) — село в складі Червенського району Мінської області, Білорусь. Село підпорядковане Рованичівській сільській раді, розташоване в центральній частині області.